# Robert Dabuo
Robert Dabuo (?, 10 de novembro de 1990) é um futebolista ganês que disputou o Campeonato Mundial de Futebol Sub-20 de 2009 por seu país. Foi o reserva imediato de Daniel Agyei no gol das Estrelas Negras.